# Río El Salto (México)
El río El Salto es una corriente de agua que corre por los estados de México e Hidalgo en México. Este río, cuenta con una cuenca de escasa extensión, pero es importante en la cuenca del río Tula por los considerables volúmenes de agua que recibe artificialmente mediante el tajo de Nochistongo, provenientes del Ciudad de México.

## Geografía
Tiene sus orígenes en el parte aguas con la cuenca cerrada del Valle de México, 5 km al noroeste de Huehuetoca, a una altitud de 2500 m s. n. m. Inicialmente recibe las aportaciones del Tajo de Nochistongo, provenientes del Emisor Poniente y el río Cuautitlán. Durante la temporada de lluvias, se controla las avenidas pluviales del río Cuautitlán y del Emisor Poniente; en la Laguna de Zumpango, mediante el canal de Santo Tomás.
Sigue un curso noroeste; pasa por las inmediaciones de las localidades de Santiago Tlaltepoxco y Melchor Ocampo. Pasando la localidad de Melchor Ocampo se encuentra el portal de salida del Emisor Central, y la Planta de Tratamiento de Aguas Residuales Atotonilco, a la planta también llega el Emisor Oriente. Más adelante sus aguas confluyen con las de la presa Requena para dar lugar al río Tula; medio kilómetro aguas abajo de la presa, a una altitud de 2075 m s. n. m.
La corriente carece de afluentes de importancia. La mayoría de la cuenca se ubica en el estado de Hidalgo y una pequeña faja al oriente de la misma en el estado de México.

## Historia
En  1607 se inician las obras del Tajo de Nochistongo, estas terminaron en 1789; con el fin de drenar el lago de Zumpango e interceptar el río Cuautitlán, para dirigir sus aguas hacia el río Tula; pero la capacidad fue insuficiente y no disminuyó el volumen de agua requerido. Finalmente se construyó el Gran canal de desagüe de la Ciudad de México, el 17 de marzo de 1900 fue inaugurado oficialmente por el presidente Porfirio Díaz. Este en vez de usar el Tajo de Nochistongo, mando sus aguas al Túnel de Tequixquiac.
La presa Requena fue construida en el periodo de 1919 a 1922. En 1962, se puso en servicio el Túnel Emisor Poniente, que descarga hacia el Tajo de Nochistongo e incorporarse al río El Salto. En 1975 se concluyó el Túnel Emisor Central, que igual descarga en el río El Salto. El Canal de El Salto, vertía las aguas residuales en la presa Requena, fue suspendido en 1985.
El 25 de julio de 2017 se inauguró la Planta de Tratamiento de Aguas Residuales Atotonilco, ha esta planta llega el Túnel Emisor Oriente inaugurado el 23 de diciembre de 2019. En 2021, el río se desbordó a la altura de la localidad de Melchor Ocampo, donde inundó la zona conocida como El Sabino; los habitantes fueron evacuados y reubicados en el salón ejidal.